# Palaeospinacidae
A Palaeospinacidae a porcos halak (Chondrichthyes) osztályába és a fosszilis Synechodontiformes rendjébe tartozó család.

## Rendszerezés
A családba az alábbi 5 fosszilis nem tartozik:
- Macrourogaleus Fowler, 1947[1]
- Nemacanthus Agassiz, 1837[2]
- Palaeospinax Egerton, 1872[3] - típusnem
- Palidiplospinax Klug & Kriwet, 2008
- Paraorthacodus Glikman, 1957[4]

## Fordítás
- Ez a szócikk részben vagy egészben  a   Paleospinacidae című angol Wikipédia-szócikk ezen változatának fordításán alapul.  Az eredeti cikk szerkesztőit annak laptörténete sorolja fel. Ez a jelzés csupán a megfogalmazás eredetét és a szerzői jogokat jelzi, nem szolgál a cikkben szereplő információk forrásmegjelöléseként.